# 斯坦利島

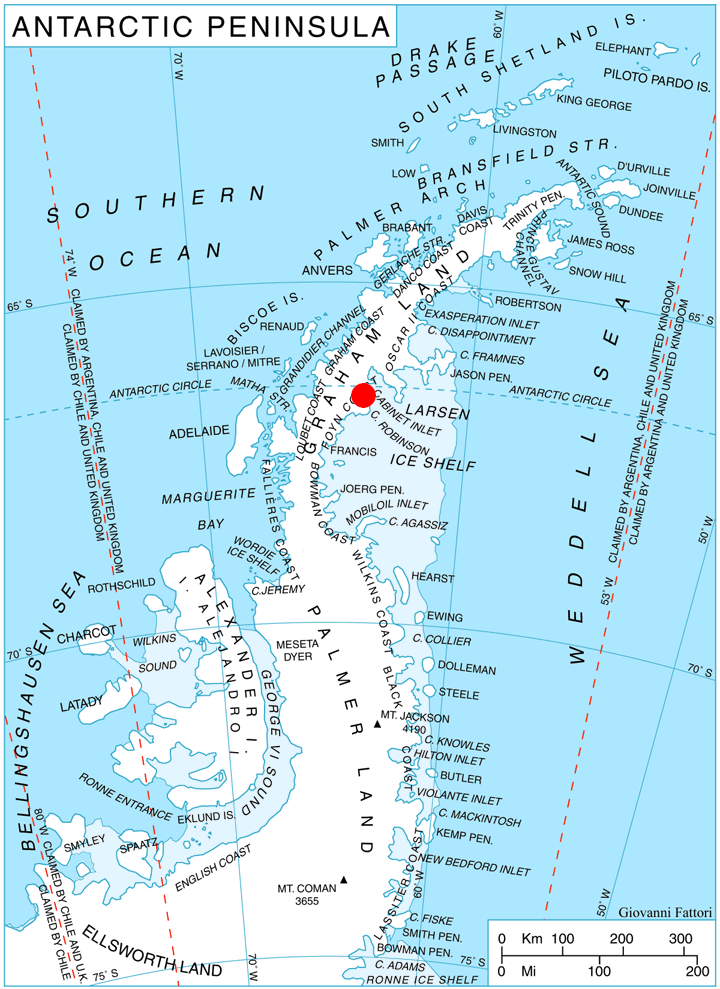

斯坦利島（英語：Stanley Island），是南極洲的島嶼，位於葛拉漢地東部的弗因海岸，長2英里，最高點海拔高度520米，在1947年由英國研究隊繪入地圖，現時由南極條約體系管理。